# Marisa Mell
Marisa Mell, född Marlies Theres Moitzi 24 februari 1939 i Graz, Steiermark, död 16 maj 1992 i Wien, var en österrikisk skådespelerska.

## Roller i urval
- 1960 – Kärlek på Hitlers kommando
- 1965 – Casanova '70
- 1965 – För många agenter
- 1968 – Diabolik ger ingen nåd
- 1968 – Stuntman
- 1973 – Milano rovente
- 1975 – Mahogany
- 1977 – Casanova & Co.
- 1977 – La belva col mitra